# الرهان (فلم 1992)
الرهان فيلم أمريكي قصير عام 1992م من إخراج تيد ديم، وكتبه جافين أوكونور،  وبطولة جوش موسبي وجون ب. هيكي. تم تأليف الموسيقى التصويرية بواسطة جون تيريل من الجراء هاواي ومايكل وولف مع لو ماريني.

## القصّة
يدير الشقيقان هاري وهنري هيكس مطعمًا لذيذًا في نيويورك ورثاه عن والدهما. ثم يصبح لدى الأخ الأصغر هاري مشكلة قمار.

## الممثلون
- جوش موسبي في دور هاري
- جون ب. هيكي في دور هنري
- فيني باستوري بدور نينو
- ديفيد ليتل مثل ليني
- أنتوني كريفيلو في دور كاربو
- بيت كاستيلي في دور رجل يضع الرهان

## روابط خارجية
- The Bet  في قاعدة بيانات الأفلام على الإنترنت (بالإنجليزية)